# Liste d'élections infranationales en 2020
Chronologie des élections infranationales
- 2016
- 2017
- 2018
- 2019
- 2020
- 2021
- 2022
- 2023
- 2024

Cette liste recense les élections infranationales organisées durant l'année 2020. Elle inclut les élections (territoriales, régionales, municipales, ...) et référendums locaux dans les territoires faisant partie d'États souverains,.
Les scrutins nationaux ou dans des territoires sécessionnistes sont répertoriés dans la liste d'élections nationales en 2020.

## Par mois

### Janvier
| Date       | Pays                      | Élections    | Contexte                                                                                           | Résultats |
| ---------- | ------------------------- | ------------ | -------------------------------------------------------------------------------------------------- | --- |
| 9 janvier  | Saint-Martin Sint Maarten | Législatives | Pays constitutif du royaume des Pays-Bas. Élections anticipées à la suite d'une motion de censure. | Alternance. Le parti Démocrates unis, à la tête de la coalition destituée par la motion de censure, perd tous ses sièges sauf un, et son allié de coalition le Parti chrétien perd son unique siège. La coalition de l'Alliance nationale (centre-gauche) et du Parti populaire uni, qui a constitué un gouvernement par intérim en amont des élections, remporte une courte majorité absolue des sièges et reconduit son accord. Silveria Jacobs (AN) est confirmée au poste de Première ministre. |
| 23 janvier | Tokelau                   | Législatives | Territoire autonome associé à la Nouvelle-Zélande.                                                 | Il n'existe pas de partis politiques aux Tokelau. Tous les candidats se présentent donc sans étiquette, faisant du territoire une démocratie non partisane. |
| 26 janvier | Calabre                   | Régionales   | Région d'Italie.                                                                                   | Alternance au profit de la Coalition de centre droit. |
| 26 janvier | Émilie-Romagne            | Régionales   | Région d'Italie.                                                                                   | La Coalition de centre gauche parvient à se maintenir après une campagne marquée par l'incertitude des résultats dans une région pourtant bastion historique de la gauche. |
| 26 janvier | Burgenland                | Régionales   | Land d'Autriche.                                                                                   | Grâce à un virage sur sa droite en matières migratoire et sécuritaire le Parti social-démocrate d'Autriche (centre gauche), jusqu'alors en coalition avec le Parti de la liberté d'Autriche (droite à extrême droite) remporte seul la majorité absolue. |
| 26 janvier | Basse-Autriche            | Municipales  | Land d'Autriche.                                                                                   | L'ÖVP garde sa position de premier parti de la région. La tendance est similaire à celle observée aux élections législatives de 2019. |

### Février
| Date       | Pays       | Élections   | Contexte | Résultats |
| ---------- | ---------- | ----------- | --- | --- |
| 2 février  | Costa Rica | Municipales | | En attente des résultats. |
| 9 février  | Suisse     | Référendums | Deux objets sont soumis à votation : l'initiative populaire « Davantage de logements abordables » et l'interdiction de la discrimination en raison de l'orientation sexuelle. | L'initiative sur les logements est rejetée par 57,10 % des voix, tandis que la norme anti homophobie est approuvée à 63,10 %. |
| 23 février | Hambourg   | Régionales  | Land en Allemagne. | Le parti social-démocrate arrive en tête, bien qu'en fort recul en nombre de voix. Les Grünen prennent la deuxième place et enregistrent leur record électoral dans ce land, tandis que Die Linke est en légère hausse. Déstabilisés par une crise politique en Thuringe le mois précédent, la CDU et le FDP sont en nette baisse, tandis que l'AfD en connait une légère. La CDU obtient son plus faible score dans un land depuis 1951, et le FDP échoue a atteindre le seuil électoral de 5 %. |
| 23 février | Comores    | Municipales | | |

### Mars
| Date          | Pays                   | Élections   | Contexte | Résultats |
| ------------- | ---------------------- | ----------- | --- | --- |
| 2 mars        | Guyana                 | Régionales  | | |
| 8 mars        | Saint-Gall             | Cantonales  | Canton suisse. | En attente des résultats. |
| 8 mars        | Uri                    | Cantonales  | Canton suisse. | En attente des résultats. |
| 15 mars       | France                 | Municipales | 1er tour. Second tour reporté en raison de la pandémie de maladie à coronavirus. | |
| 15 et 29 mars | Bavière                | Municipales | Land en Allemagne. | Ces élections voient un fléchissement des partis traditionnels (CSU et SPD) au profit des Grünen qui arrivent en deuxième position, des Électeurs libres et de l'AfD. |
| 15 mars       | République dominicaine | Municipales | Initialement prévues le 16 février, les élections sont reportées en urgence le jour même des suites d'une grave faille électronique ayant rendu quasi inutilisable les bornes à voter. | En attente des résultats. |
| 15 mars       | Thurgovie              | Cantonales  | Canton suisse. | Elles voient la percée des partis écologistes, ainsi que la chute des partis de centre-gauche et de centre-droit. |
| 22 mars       | Schwytz                | Cantonales  | Canton suisse. Renouvellement du conseil législatif (Kantonsrat) et de l'organe exécutif (Regierungsrat).                                                                              | Le SVP confirme sa position de première force politique du canton, tandis que les partis écologistes progressent légèrement. Cinq des six membres du conseil exécutif sont réélus. Sandro Patierno, deuxième candidat du CVP manque sa réélection de 50 voix au premier tour. |

### Mai
| Date   | Pays     | Élections   | Contexte | Résultats                                                                               |
| ------ | -------- | ----------- | -------- | --------------------------------------------------------------------------------------- |
| 17 mai | Bénin    | Municipales |          | Seuls trois partis franchissent le seuil électoral de 10 % des voix au niveau national. |
| 20 mai | Burundi  | Municipales |          |                                                                                         |
| 25 mai | Suriname | Municipales |          |                                                                                         |

### Juin
| Date    | Pays      | Élections    | Contexte | Résultats |
| ------- | --------- | ------------ | --- | --- |
| 21 juin | Serbie    | Municipales  | | |
| 21 juin | Voïvodine | Provinciales | Province autonome de Serbie.                                                                                        | |
| 28 juin | France    | Municipales  | 2d tour. Le scrutin intervient trois mois après le premier tour en raison de la pandémie de maladie à coronavirus.  | |
| 28 juin | Styrie    | Municipales  | Land d'Autriche. 1er tour. Scrutin reporté de plus de trois mois en raison de la pandémie de maladie à coronavirus. | |
| 29 juin | Anguilla  | Législatives | Territoire d'outre-mer du Royaume-Uni.                                                                              | Le Ministre en chef Victor Banks perd son siège de député et sa coalition, le Front uni d'Anguilla (centre-droit libéral-conservateur), perd sa majorité absolue des sièges au profit du Mouvement progressiste d'Anguilla (centriste, libéral, progressiste), dirigé par Ellis Webster. |

### Juillet
| Date       | Pays        | Élections  | Contexte                       | Résultats |
| ---------- | ----------- | ---------- | ------------------------------ | --- |
| 12 juillet | Galice      | Régionales | Communauté autonome d'Espagne. | Le parti populaire de Galice (droite) conserve l'intégralité de ses sièges, ainsi que la majorité absolue avec 41 sièges avec un score de 47,98% des voix. Le Bloc nationaliste galicien (gauche) crée la surprise en emportant 13 sièges pour un total de 19 au total, avec 23,80% des voix. Le PSdeG (centre gauche) gagne un siège supplémentaire, tandis que En Común-Unidas Podemos perd l'intégralité de ses 14 sièges.                                                                                           |
| 12 juillet | Pays basque | Régionales | Communauté autonome d'Espagne. | Les régionalistes l'emportent avec à sa tête le Parti nationaliste basque (centre-droit) qui gagne 3 sièges avec 39,12% des voix, suivi par Euskal Herria Bildu (gauche) qui finit à 27,84 % et gagne 4 sièges. Le PSOE (centre gauche) gagne 1 sièges, tandis que Elkarrekin Podemos (gauche) perd la moitié de ses sièges et finit à 6 sièges. Le parti populaire (droite) perd lui aussi la moitié de ses sièges et finit à 5 sièges, tandis que le parti Vox (extrême droite) gagne son premier siège au Parlement. |

### Août
| Date                     | Pays               | Élections                   | Contexte | Résultats |
| ------------------------ | ------------------ | --------------------------- | --- | --- |
| 1er août                 | Tasmanie           | Sénatoriales                | État d'Australie. Renouvellement partiel au scrutin direct. | Deux candidats, l'un du parti travailliste l'autre du parti libéral, l’emporte dans leur circonscription respective. |
| 12 août au 1er septembre | Bougainville       | Présidentielle Législatives | Région autonome de Papouasie-Nouvelle-Guinée. La région a voté pour l'indépendance lors d'un référendum en 2019 ; le président et l'assemblée issus de ce scrutin auront à négocier avec la Papouasie-Nouvelle-Guinée les modalités de cette indépendance. | |
| 22 août                  | Territoire du Nord | Législatives                | Territoire d'Australie. | Victoire du Parti travailliste, qui décroche la majorité absolue malgré un important recul.                          |
| 24 août                  | Burundi            | Municipales                 | Élections des conseils de quartiers et de leurs chefs. | Tous les élus sont sans étiquette, comme imposé par la constitution.                                                 |
| 30 août                  | Schaffhouse        | Cantonales                  | Canton suisse. Élection du conseil exécutif. | Le Parti Socialiste Suisse parvient à élire un deuxième candidat au conseil exécutif, au détriment des libéraux.     |

### Septembre
| Date               | Pays                        | Élections                   | Contexte | Résultats |
| ------------------ | --------------------------- | --------------------------- | --- | --- |
| 13 septembre       | Russie                      | Gouvernorales Régionales    | Sont renouvelés les gouverneurs de 20 sujets de la fédération de Russie - dont 18 au scrutin direct et 2 au scrutin indirect - ainsi que les assemblées de 11 sujets, certains cumulant les deux types de scrutin. | |
| 13 septembre       | Rhénanie-du-Nord-Westphalie | Communales                  | Land en Allemagne. | Ces élections sont remportées par la CDU, en léger recul. Les sociaux-démocrates se maintiennent à la deuxième place mais baissent fortement. Cette défaite profite aux Verts qui atteignent 20 % des voix. Les autres formations politiques représentées au Bundestag remportent entre 3 et 6 % des suffrages chacune. |
| 13 septembre       | Vorarlberg                  | Municipales                 | Land d'Autriche. | Les conservateurs de l'ÖVP restent de loin le premier parti et sont en progression, tout comme les écologistes. |
| 14 septembre       | Nouveau-Brunswick           | Législatives                | Province du Canada. | Victoire du Parti progressiste-conservateur, qui décroche la majorité absolue. |
| 20 et 21 septembre | Vallée d'Aoste              | Régionales                  | Région d'Italie à statut spécial. Scrutin anticipé. | Le scrutin est marqué par le déclin de l'Union valdôtaine qui, devancée par la Ligue, n'arrive pas en tête pour la première fois depuis trente ans. |
| 20 et 21 septembre | Campanie                    | Régionales                  | Région d'Italie. | Le scrutin voit la victoire de la coalition menée par le démocrate Vincenzo De Luca, porté par sa bonne gestion de la Pandémie de Covid-19. |
| 20 et 21 septembre | Ligurie                     | Régionales                  | Région d'Italie. | Le scrutin voit la reconduction de la coalition de centre droit. |
| 20 et 21 septembre | Marches                     | Régionales                  | Région d'Italie. | Le scrutin conduit à une alternance, le candidat de la coalition de centre droit l'emportant sur celle, sortante, de centre gauche. |
| 20 et 21 septembre | Pouilles                    | Régionales                  | Région d'Italie. | Le scrutin voit la reconduction de la coalition de centre gauche, malgré un léger recul. |
| 20 et 21 septembre | Toscane                     | Régionales                  | Région d'Italie. | Le scrutin voit la reconduction de la coalition de centre gauche. |
| 20 et 21 septembre | Vénétie                     | Régionales                  | Région d'Italie. | Conduit dans le bastion de la Ligue, le scrutin voit sans surprise la reconduction de son candidat Luca Zaia, par ailleurs porté par sa bonne gestion de la pandémie de Covid-19. |
| 20 et 21 septembre | Italie                      | Municipales                 | | |
| 24 septembre       | Îles Malouines              | Référendum                  | Territoire d'outre-mer du Royaume-Uni. Le référendum porte sur une circonscription électorale unique, qui avait été rejetée lors de précédent référendums en 2001 et 2011.                                         | Bien qu'ayant réunis de justesse la majorité absolue au niveau de l'archipel, la proposition échoue à obtenir la majorité qualifiée des deux tiers des votants requise dans chacune des deux circonscriptions en vigueur, seuls 57,76 et 31,70 des votants des circonscriptions de Stanley et du Camp ayant votés pour. |
| 27 septembre       | Roumanie                    | Municipales                 | | |
| 27 septembre       | Uruguay                     | Municipales Départementales | | |
| 27 septembre       | Schaffhouse                 | Cantonales                  | Canton suisse. Élection du conseil cantonal. | Elles sont remportées par l'UDC, en très léger recul. Les écologistes sont en légère hausse et remportent quatre conseillers cantonaux supplémentaires. |

### Octobre
| Date        | Pays                                   | Élections                  | Contexte | Résultats |
| ----------- | -------------------------------------- | -------------------------- | --- | --- |
| 2-3 octobre | Tchéquie                               | Régionales                 | | |
| 4 octobre   | Nouvelle-Calédonie                     | Référendum d'autodétermin. | Collectivité sui generis de France. En application de l'accord de Nouméa de 1998, une partie des citoyens sont invités à choisir entre l'indépendance ou bien le maintien de la forte autonomie du territoire sous souveraineté française. Pour satisfaire aux exigences des indépendantistes, le droit de vote est restreint aux citoyens résidant de longue date et de manière continue en Nouvelle-Calédonie, et exclut notamment les personnes installées après 1994. | Avec une participation en hausse dans toutes les provinces, le scrutin voit la victoire des non-indépendantistes qui, bien qu'en recul, réunissent un peu plus de 53 % des votants. La progression du vote indépendantiste assure cependant un recours de ces derniers à la possibilité de convoquer un troisième et dernier référendum en 2021. |
| 7 octobre   | Guernesey                              | Législatives               | Dépendance de la Couronne britannique. À la suite d'un référendum ayant conduit au changement du système électoral en vigueur, des partis politiques participent aux élections pour la première fois de l'histoire de l'île. | Deux nouveaux partis font ainsi leur entrée à l'assemblée : le Partenariat des indépendants de Guernesey ainsi que le Parti de Guernesey avec respectivement dix et six sièges, les candidats Indépendants conservant une large prépondérance avec 22 sièges. |
| 11 octobre  | Vienne                                 | Régionales                 | Land d'Autriche. | Ces élections sont marquées par l'effondrement du FPÖ, qui perd les trois quarts de ses sièges obtenus en 2015. Le SPÖ se maintient au pouvoir avec un résultat en hausse. |
| 17 octobre  | Territoire de la capitale australienne | Législatives               | Territoire d'Australie. | Les élections voient arriver en tête le Parti travailliste, suivi du Parti libéral, tous deux en recul en nombre de sièges, malgré une légère progression du premier en nombre de voix. Bien qu'arrivés en troisième place, les Verts australiens se révèlent les grands gagnants du scrutin en remportant les sièges perdus par les deux autres formations. Le parti écologiste renforce ainsi sa position de faiseur de rois. Le parti travailliste renouvèle sa coalition avec les verts, permettant au travailliste Andrew Barr d'être reconduit au poste de Ministre en chef du Territoire de la capitale australienne. |
| 18 octobre  | Jura                                   | Cantonales                 | Canton suisse. | |
| 18 octobre  | Argovie                                | Cantonales                 | Canton suisse. | |
| 18 octobre  | Coahuila                               | Législatives               | État du Mexique. | |
| 18 octobre  | Hidalgo                                | Législatives               | État du Mexique. | |
| 24 octobre  | Colombie-Britannique                   | Législatives               | Province du Canada. | Le scrutin voit la victoire du Nouveau Parti démocratique (NPD) du Premier ministre John Horgan, qui devient le premier dirigeant de son parti à être reconduit à la tête d'une province. Arrivé en tête des suffrages, le NPD décroche la majorité absolue à l'assemblée avec 55 sièges sur 89. |
| 25 octobre  | Açores                                 | Régionales                 | Région autonome du Portugal. | À la suite de ces élections, le Parti socialiste perd sa majorité absolue mais reste la première force politique de la région avec 39 % des voix. Le parti social-démocrate, de centre-droit, est en légère hausse avec 34 % des suffrages et le parti nationaliste Chega remporte ses deux premiers représentants dans l'Assemblée avec 5 % des voix. Les forces politiques à la droite du centre remportent 29 députés tandis que la gauche en remporte vingt-huit, ce qui présage une difficile formation gouvernementale.                                                                                                |
| 25 octobre  | Bâle-Ville                             | Cantonales                 | Canton suisse. | |
| 25 octobre  | Ukraine                                | Municipales Régionales     | | |
| 25 octobre  | Cap-Vert                               | Municipales                | | |
| 26 octobre  | Saskatchewan                           | Générales                  | Province du Canada. | |
| 31 octobre  | Adjarie                                | Législatives               | République autonome de Géorgie. | |
| 31 octobre  | Queensland                             | Législatives               | État d'Australie | |

### Novembre
| Date        | Pays                        | Élections                                                                   | Contexte | Résultats |
| ----------- | --------------------------- | --------------------------------------------------------------------------- | --- | --- |
| 3 novembre  | États-Unis                  | Gouvernorales Législatives Sénatoriales Référendums                         | Renouvellement de 11 gouverneurs et 86 législatures - haute ou basses - dans la majorité des cinquante États des États-Unis. Un total de 120 référendums sont également organisés. | |
| 3 novembre  | Porto Rico                  | Gouvernorale Législatives Sénatoriales Municipales Référendum sur le statut | Territoire non incorporé et organisé des États-Unis. | |
| 3 novembre  | Îles Vierges des États-Unis | Législatives Référendum                                                     | Territoire non incorporé et organisé des États-Unis. | |
| 8 novembre  | Birmanie                    | régionales                                                                  | | |
| 15 novembre | Bosnie-Herzégovine          | Municipales                                                                 | | |
| 15 novembre | Brésil                      | Municipales                                                                 | Premier tour | |
| 22 novembre | Maurice                     | Municipales                                                                 | | Les élections sont un revers pour l'Alliance morisien, au pouvoir au niveau national. Un recul attribué au mécontentement face à la gestion de la pandémie de Covid-19. |
| 25 novembre | Namibie                     | Municipales Régionales                                                      | | |
| 28 novembre | Paraguay                    | Municipales                                                                 | | |
| 29 novembre | Brésil                      | Municipales                                                                 | Deuxième tour | |

### Décembre
| Date        | Pays      | Élections                 | Contexte               | Résultats |
| ----------- | --------- | ------------------------- | ---------------------- | --- |
| 6 décembre  | Cameroun  | Régionales                | Scrutin indirect       | Les élections sont remportées sans surprise par le Rassemblement démocratique du peuple camerounais au pouvoir au niveau national. |
| 9 décembre  | Indonésie | Gouvernorales Municipales |                        | |
| 13 décembre | Niger     | Municipales Régionales    | Reportées depuis 2016. | |